# Carro bisarca

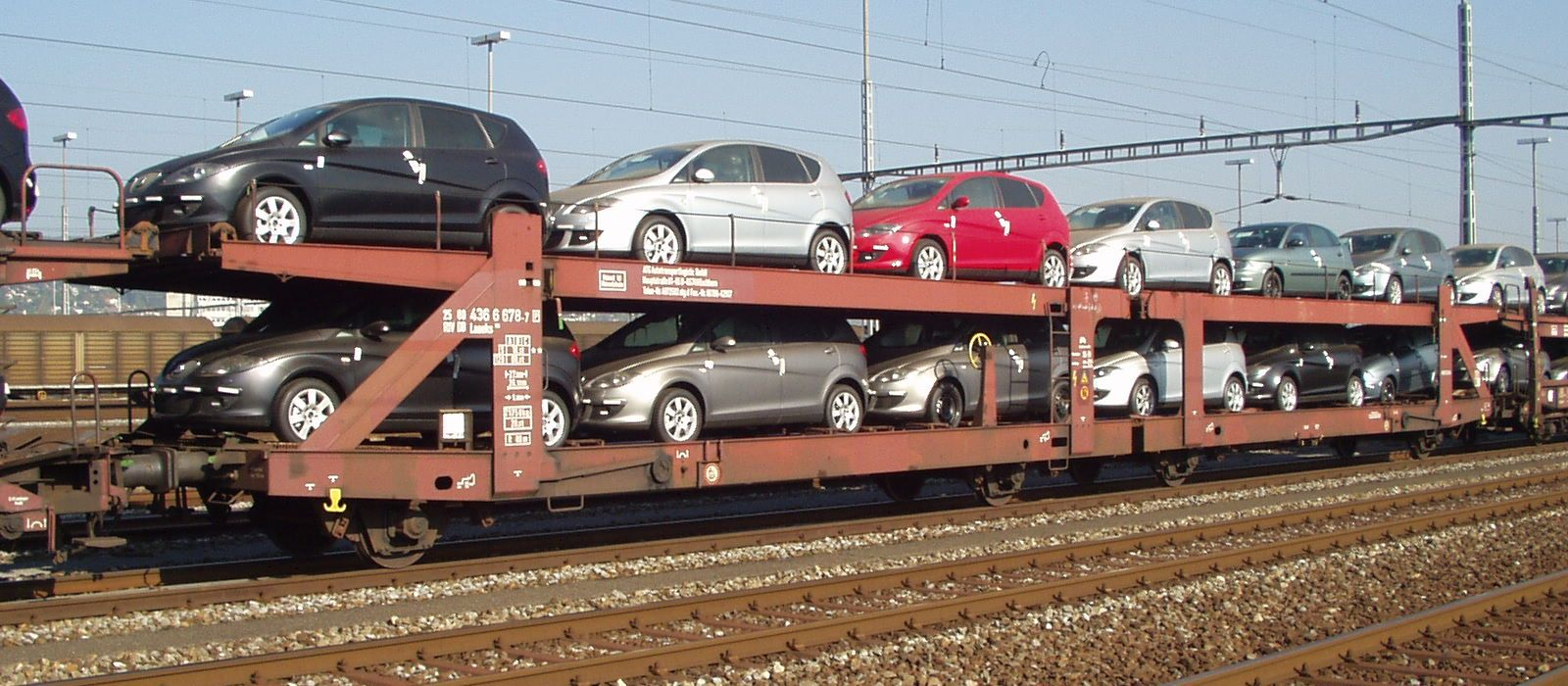
Un carro ferroviario bisarca

Il carro bisarca è un carro ferroviario, a due o più piani, specifico per il trasporto di autoveicoli.
A differenza di quanto avviene con le bisarche per il trasporto su strada, nell'ambito ferroviario i differenti piani su cui trovano posto gli autoveicoli sono solitamente fissi e il carico-scarico avviene grazie a rampe apposite installate negli scali ferroviari.
L'utilizzo precipuo è il trasferimento industriale delle autovetture dagli stabilimenti ai luoghi di consegna, ma carri di questo genere sono utilizzati anche nelle relazioni passeggeri con trasporto auto al seguito.